# Fredricus Rex (1742)
Fredricus Rex var ett svenskt 60-kanoners linjeskepp byggt 1742 av C. Falk i Stockholm; deltog i sjölagen 1743 som flaggskepp samt 1757–58 och 1790; vaktskepp vid Sveaborg 1788–89; försålt 1795 till ”Karlskronajudar”.